# Lijst van windmolens in Henegouwen
Dit is een lijst van windmolens in Henegouwen.
| Naam                  | Plaats          | Gemeente      | Provincie  | Type molen    | Functie    | Maalvaardigheid | Monument-status | Bezoekmogelijkheid                             | Foto                  |
| --------------------- | --------------- | ------------- | ---------- | ------------- | ---------- | --------------- | --------------- | ---------------------------------------------- | --------------------- |
| Moulin Baudour        | Ville-Pommerœul | Bernissart    | Henegouwen | Stellingmolen | Korenmolen | Romp            | Niet beschermd  |                                                | Moulin Baudour        |
| Le Blanc Moulin       | Ostiches        | Ath           | Henegouwen | Bergmolen     | Korenmolen | Maalvaardig     | M               | op afspraak                                    | Le Blanc Moulin       |
| Moulin du Cat Sauvage | Ellezelles      | Ellezelles    | Henegouwen | Standerdmolen | Korenmolen | Maalvaardig     | M, DSG          | op afspraak                                    | Moulin du Cat Sauvage |
| Moulin Thomas         | Maisières       | Bergen        | Henegouwen |               |            |                 |                 |                                                | Moulin Thomas         |
| Moulin de la Marquise | Moulbaix        | Ath           | Henegouwen | Standerdmolen | Korenmolen | Maalvaardig     | M               | Zaterdagen 14-18 uur, andere dagen op afspraak | Moulin de la Marquise |
| Soetemolen            | Ten Brielen     | Komen-Waasten | Henegouwen | Standerdmolen | Korenmolen | Maalvaardig     | Niet beschermd  |                                                |                       |